# 张道兴
张道兴（1935年4月26日—），男，生于河北省沧县小垛庄，中国人民解放军海军政治工作部创作室专业画家、文职干部。
他是张申府、张岱年的族侄。幼年接受私塾教育。1949年，高小毕业。1950年，张道兴参加中国人民解放军第三野战军特纵特科学校，历任通讯员、文书、文印员、放映员等职。1960年4月30日，加入中国共产党。自幼酷爱绘画，参军后仍自学绘画，得到黄胄指导。
因是专业技术三级以上的中国人民解放军文职干部，误称为“文职中将”:28、“将军画家”。